# Eberhard Stauß
Eberhard Stauß (* 1940 in Heidenheim an der Brenz; † 1998) war ein deutscher Architekt und Designer.

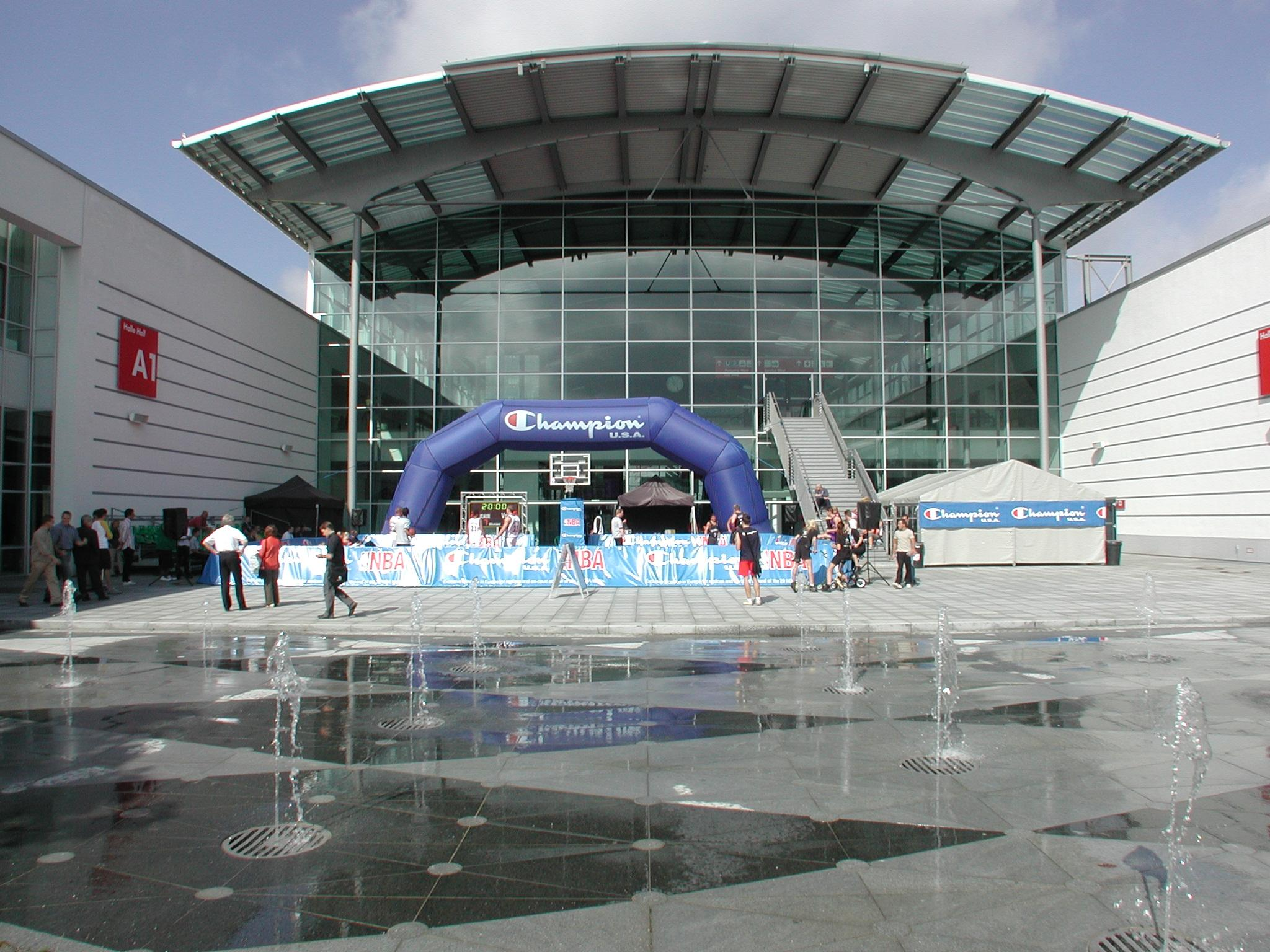
Neue Messe München

## Werdegang
Eberhard Stauß studierte von 1960 bis 1966 Architektur an der TH Stuttgart und an der TH München. Anschließend lehrte er als Assistent von Paolo Nestlers in der Klasse für Raumgestaltung an der AdBK München (1967) und arbeitete bis 1970 in Nestlers Atelier. Zwischen 1970 und 1972 arbeitete er bei Otl Aicher in der Abteilung für visuelle Kommunikation der Olympischen Spiele 1972 in München. Von 1972 bis 1983 arbeitete er mit Heinz Birg zusammen und lehrte als Lehrbeauftragter für Gestaltungen und Ausstattungen im Außenraum an der AdBK München. 1983 gründete er sein eigenes Büro für Gestaltung Prof. Eberhard Stauß und zwischen 1996 und 1998 arbeitete er mit Ursula Wangler als Büro für Gestaltung Prof. Eberhard Stauß Ursula Wangler zusammen. Von 1983 bis zu seinem Tod lehrte er als Professor Innenarchitektur an der AdBK München.

## Arbeiten

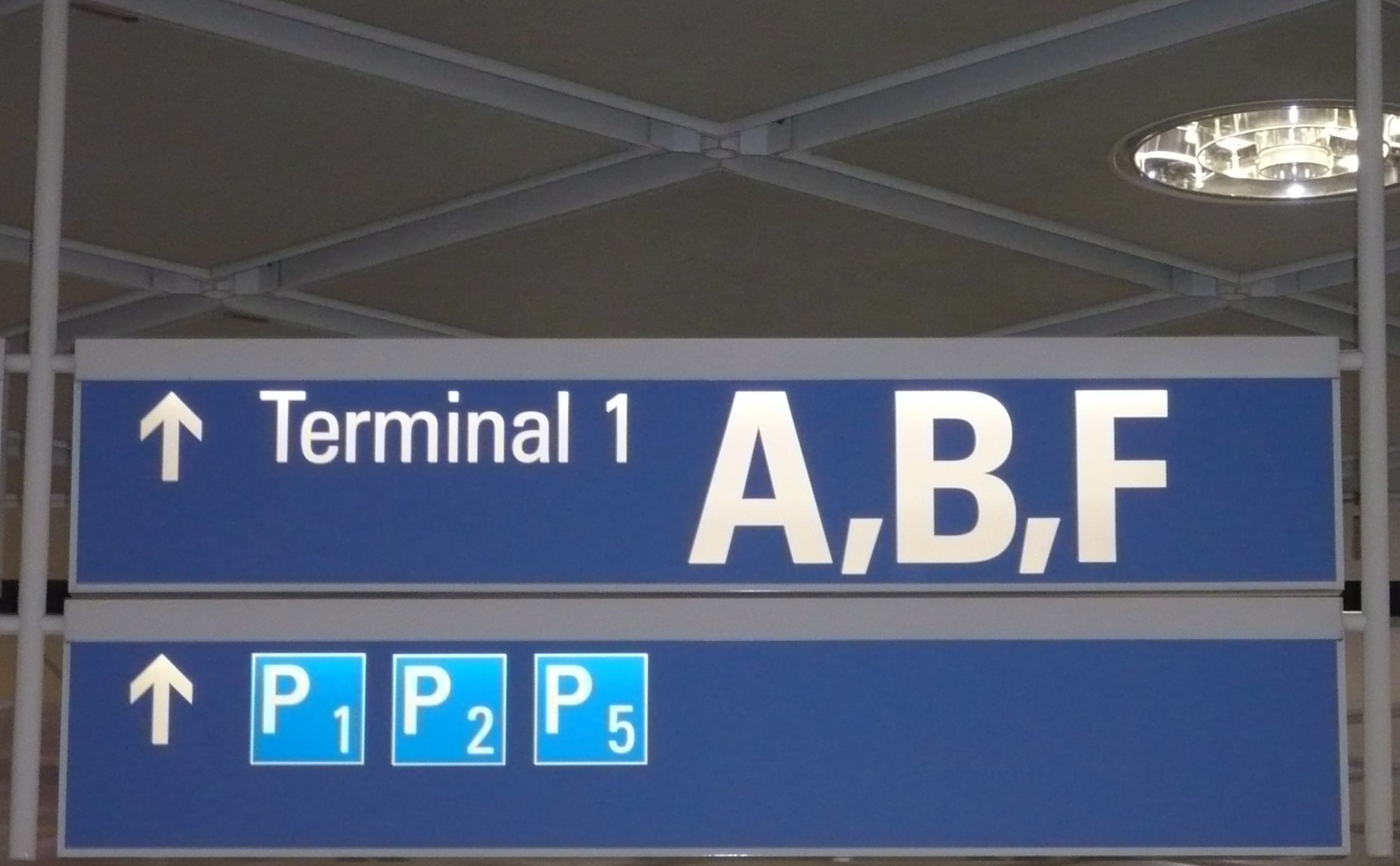
Beschilderung Flughafen München II

- 1979: Visuelle Gestaltung des Neubaus der Bayerischen Landesbank, München mit Otl Aicher
- 1983–1985: Fertighaussystem „Schmetterling“
- 1983–1986: Wohnprojekt „SILO“
- 1984: Beschilderung und Beschriftung der Druckerei Süddeutscher Verlag, München-Steinhausen
- 1986–1992: Erscheinungsbild Flughafen München II mit Otl Aicher
- 1992–1995: Erscheinungsbild der Schweizerischen Rückversicherungs-Gesellschaft, Zürich
- 1993–1994: Erscheinungsbild der Firma Gartner, Gundelfingen
- 1994–1998: Besucherleit- und Informationssystem für die Neue Messe München
- 1996: Orientierungssystem der Weltausstellung Expo 2000
- 1996: Orientierungs-, Personen- und Raumleitsystem der Parlamentsbauten im Spreebogen, Berlin

| Personendaten    | Personendaten                    |
| ---------------- | -------------------------------- |
| NAME             | Stauß, Eberhard                  |
| KURZBESCHREIBUNG | deutscher Architekt und Designer |
| GEBURTSDATUM     | 1940                             |
| GEBURTSORT       | Heidenheim an der Brenz          |
| STERBEDATUM      | 1998                             |